# João 3,16

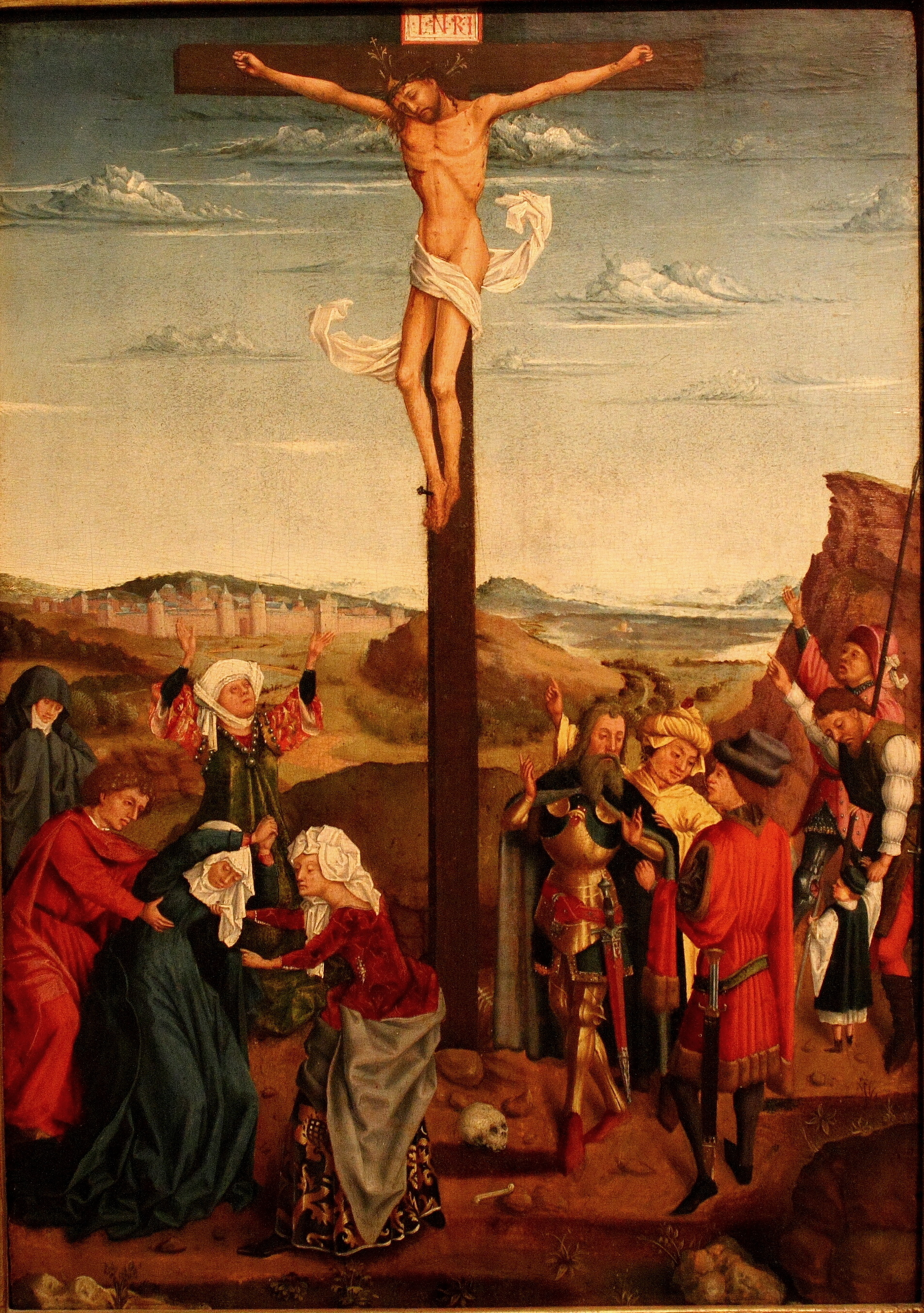
Crucificação de Jesus, por Rogier van der Weyden. O ponto central da vinda de Cristo ao mundo foi sua doação na cruz, segundo a teologia cristã.

João 3,16, na forma católica de grafar as citações bíblicas, ou João 3:16, na forma protestante, significa o uso do versículo 16 do terceiro capítulo do Evangelho de João, no Novo Testamento. Este é um dos versículos bíblicos mais citados, e considerado por muitos o mais famoso da Bíblia. Também foi chamado de "Evangelho em poucas palavras", porque é considerado um resumo do tema central do Cristianismo:
| “ | Pois Deus amou tanto o mundo, que entregou o seu Filho único, para que todo o que nele crê não pereça, mas tenha vida eterna. | ” |
|   | — João 3,16 na versão da Bíblia de Jerusalém.                                                                                 |   |

## Contexto bíblico

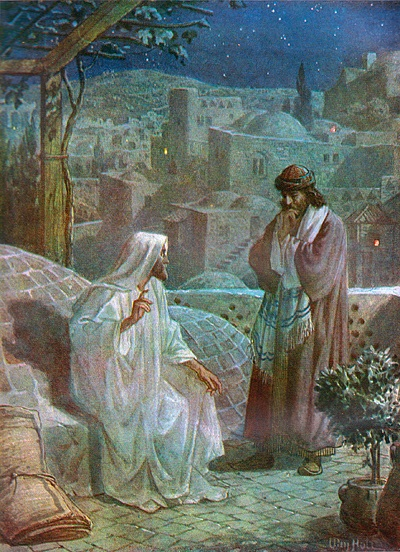
Jesus conversa com Nicodemos, representado por William Hole.

Em Êxodo 4,22, o povo de Israel é chamado por Deus de "meu filho primogênito", usando a forma singular. Em João, o foco muda para a pessoa de Jesus como representante desse título, já que o versículo  relata discussão ocorrida em Jerusalém entre Jesus e Nicodemos, que é chamado de "governante dos judeus" (Jo 3,1). Depois de falar da necessidade de um homem "nascer de novo" antes que pudesse ver o reino de Deus (Jo 3,3), Jesus também falou das "coisas do céu" (Jo 3,11–13), e, por fim, falou de salvação (Jo 3,14–17) e da condenação (Jo 3,18–19) daqueles que não acreditam em Jesus. Os versículos 14 e 15 dizem: "Como Moisés levantou a serpente no deserto, assim é necessário que seja levantado o Filho do Homem, a fim de que todo aquele que nele crê não pereça, mas tenha vida eterna." (Jo 3,14–15). Observe que o versículo 15 é quase idêntico à parte final do versículo 16.

## Sentido e sintaxe
As recentes tentativas de tradução têm se agarrado mais ao advérbio grego οὕτως (houtos), que tradicionalmente era simplesmente traduzido como "tanto" como em "amou tanto o mundo".
Os teólogos Gundry e Howell acreditam que o sentido e a sintaxe do grego Οὕτως… makeστε tornam provável que o autor do Evangelho de João estivesse enfatizando tanto o grau com o qual Deus amou o mundo, quanto a maneira pela qual Deus escolheu expressar esse amor — enviando seu único filho, Jesus Cristo. Gundry e Howell escrevem que o termo Οὕτως se refere com mais frequência à maneira na qual algo é feito (ver BDAG 741-42 s.v. οὕτω / οὕτως). No entanto, eles acrescentam que a cláusula ὥστε que segue Οὕτως envolve o indicativo — o que significa que ela enfatiza um resultado real, mas geralmente inesperado. Eles concluem que o sentido e a sintaxe da construção grega aqui se concentram na "natureza" do amor de Deus, abordando seu modo, intensidade e extensão. Nesse sentido, enfatiza a "grandeza do presente que Deus deu".
Há outros estudiosos concordando com esta avaliação. "O tanto (houtos) é um advérbio de intensidade que aponta para a cláusula que se segue e serve aqui para expressar a ideia do infinito, um amor que é ilimitado, que é totalmente adequado". "A construção grega ... enfatiza a intensidade desse amor."
Esse entendimento da intenção no grego original é refletido em vários comentários e traduções acadêmicas como estas:
- "Porque Deus amou tanto o mundo que deu o seu Filho unigênito." (Schnackenburg)[7]
- "Sim, Deus amou tanto o mundo que deu o Filho único." (Brown)[8]
- "Deus amou tanto o mundo que deu o seu único Filho." ( NEB)
- "Deus amou tanto as pessoas deste mundo que deu seu único Filho." ( CEV)
- "Porque Deus amou tanto o mundo que deu o Filho único." (Beasley-Murray)[9]

## Na cultura popular

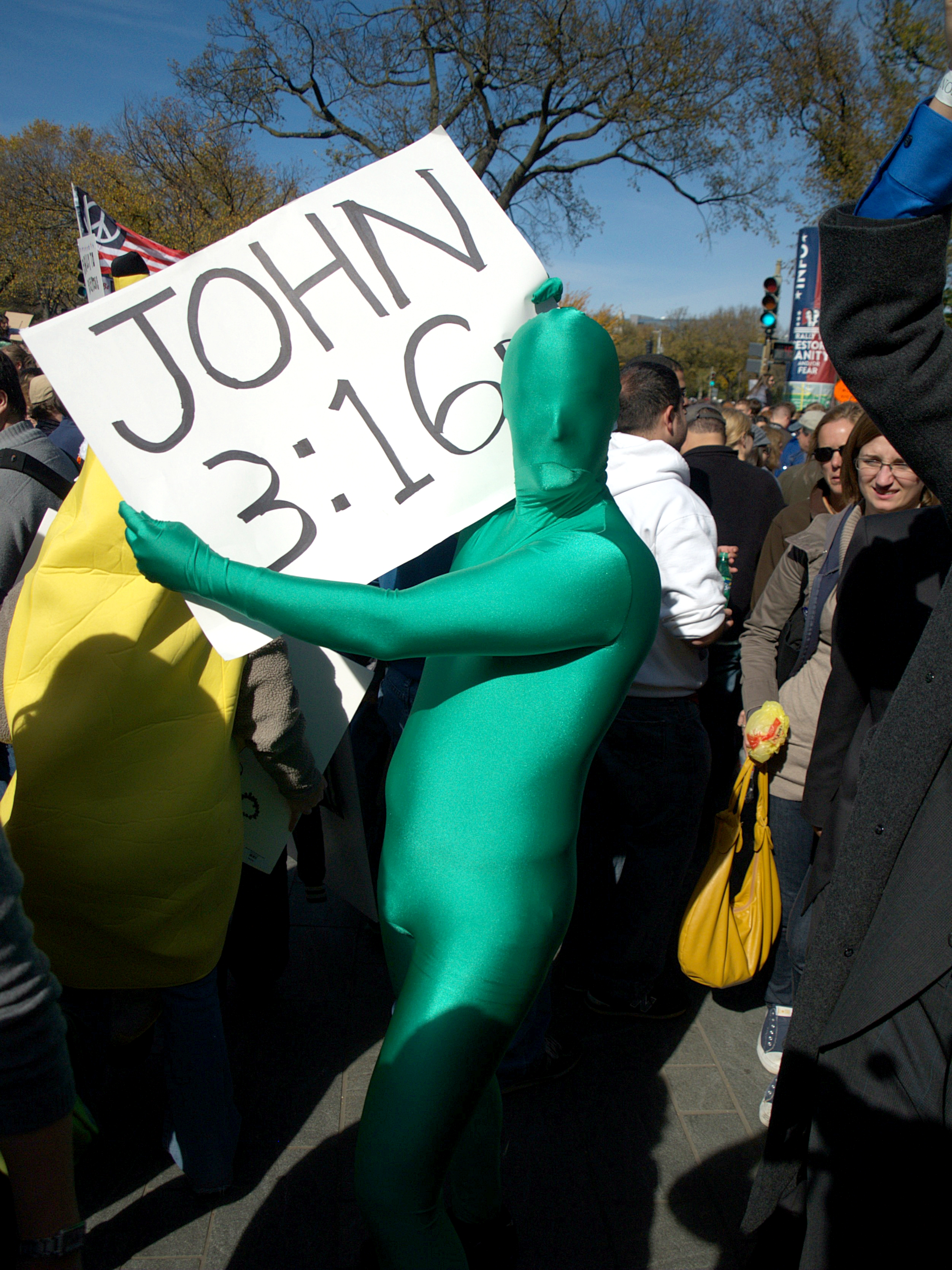
Um homem segurando a placa de João 3,16 no Rally to Restore Sanity and/or Fear (2010).

As referências culturais a este versículo são múltiplas:
Algumas pessoas (como o Rainbow Man) exibem a referência em grandes letras em eventos esportivos, buscando a atenção de outros fãs, a equipe que controla os telões e, se o jogo é televisionado, o público da televisão. O jogador de futebol americano vencedor do Heisman Trophy, Tim Tebow imprimiu essa referência (entre outros versículos da Bíblia) na viseira de seu capacete, principalmente durante a temporada de 2009 do BCS. Exatamente três anos depois, em 8 de janeiro de 2012, foi o jogo que se tornaria conhecido como "O jogo 3,16", onde Tebow jogou 316 jardas em uma virada no playoff contra o Pittsburgh Steelers; um jogo em que também foram registradas medições de 3, 16 e 31,6, "João 3 16" se tornou a principal busca do Google nos EUA. O slogan do lutador profissional Stone Cold Steve Austin (Austin 3:16) originou-se como uma referência a João 3,16.
O cientista da computação Donald Knuth é o autor de 3:16 Bible Texts Illuminated, no qual ele examina a Bíblia por uma análise do capítulo 3, versículo 16 de cada um dos livros da Bíblia . Cada verso é acompanhado por uma renderização na arte caligráfica, contribuída por um grupo de calígrafos sob a liderança de Hermann Zapf. 3,16 foi escolhido por causa dessa passagem chave em João.

## Traduções
Uma amostra representativa de traduções publicadas da Bíblia a processa da seguinte maneira. (Vale a pena notar que, como esse talvez seja o verso mais conhecido, muitas traduções tentaram manter uma tradução tradicional).
| Denominação       | Idioma       | Tradução                                     | João 3,16 | Ref.   |
| ----------------- | ------------ | -------------------------------------------- | --- | ------ |
| Católica          | Grego        | Septuaginta                                  | Οὕτως γὰρ ἠγάπησεν ὁ θεὸς τὸν κόσμον, ὥστε τὸν υἱὸν τὸν μονογενῆ ἔδωκεν, ἵνα πᾶς ὁ πιστεύων εἰς αὐτὸν μὴ ἀπόληται ἀλλ᾽ ἔχῃ ζωὴν αἰώνιον. OutwV gar hgaphsen o qeoV ton kosmon wste ton uion autou ton monogenh edwken ina paV o pisteuwn eiV auton mh apolhtai all ech zwhn aiwnion | [ 16 ] |
| Católica oriental | Siríaco      | Peshitta                                     | ܗܟܢܐ ܓܝܪ ܐܝܝܩ ܐܠܗܐ ܠܥܠܡܐ ܐܝܟܢܐ ܕܠܒܪܗ ܝܚܝܕܝܐ ܢܬܠ ܕܟܠ ܡܢ ܕܡܗܝܡܢ ܟܗ ܠܐ ܢܐܟܙ ܐܠܐ ܢܗܘܘܢ ܠܗ ܝܚܐ ܕܠܥܠܡ܀ Hāḵanā gér ʼaḥeḇ ʼalāhā lʻālmā ʼaykanā dlaḇreh yḥyḏāyā yetel dkul man damhaymen beh lā naḇaḏ élā nehwuwn leh ḥayé dalʻālam.                                                        |        |
| Católica          | Latim        | Vulgata                                      | Sic enim Deus dilexit mundum, ut Filium suum unigenitum daret: ut omnis qui credit in eum, non pereat, sed habeat vitam æternam. | [ 17 ] |
| Católica          | Inglês       | Bíblia de Douay–Rheims                       | For God so loved the world, as to give his only begotten Son; that whosoever believeth in him, may not perish, but may have life everlasting. | [ 18 ] |
| Católica          | Inglês médio | Bíblia de Wycliffe                           | For God louede so þe world that he ȝaf his oon bigetun sone þat ech man þat bileueþ in him perische not but haue euerlastynge lijf. |        |
| Católica          | Espanhol     | La Biblia de Jerusalén                       | Porque tanto amó Dios al mundo que dio a su Hijo único, para que todo el que crea en él no perezca, sino que tenga vida eterna. | [ 19 ] |
| Católica          | Italiano     | La Sacra Bibbia                              | Dio infatti ha tanto amato il mondo da dare il suo Figlio unigenito, perché chiunque crede in lui non muoia, ma abbia la vita eterna. | [ 20 ] |
| Católica          | Francês      | La Bible des Communautés Chretiennes         | Oui, comme Dieu a aimé le monde! Il a donné le Fils unique pour que celui qui croit en lui ait la vie éternelle et n'aille pas à sa perte. | [ 21 ] |
| Católica          | Alemão       | Die Bibel                                    | Denn Gott hat die Welt so sehr geliebt, dass er seinen einzigen Sohn hingab, damit jeder, der an ihn glaubt, nicht zugrunde geht, sondern das ewige Leben hat. | [ 22 ] |
| Católica          | Croata       | Biblija Hrvatski                             | Uistinu, Bog je tako ljubio svijet te je dao svoga Sina Jedinoroðenca da nijedan koji u njega vjeruje ne propadne, nego da ima život vjeèni. | [ 23 ] |
| Católica          | Polonês      | Biblia Tysiąclecia                           | Tak bowiem Bóg umiłował świat, że Syna swego Jednorodzonego dał, aby każdy, kto w Niego wierzy, nie zginął, ale miał życie wieczne. | [ 24 ] |
| Católica          | Húngaro      | Katolikus Biblia                             | Mert úgy szerette Isten a világot, hogy egyszülött Fiát adta oda, hogy aki hisz benne, az el ne vesszen, hanem örökké éljen. | [ 25 ] |
| Católica          | Finlandês    | Raamattu ja Biblia                           | Sillä niin on Jumala maailmaa rakastanut, että hän antoi ainokaisen Poikansa, ettei yksikään, joka häneen uskoo, hukkuisi, vaan hänellä olisi iankaikkinen elämä. | [ 26 ] |
| Católica          | Romeno       | Biblia Romano-Catolică                       | Într-adevăr, [atât de mult] a iubit Dumnezeu lumea, încât l-a dat pe Fiul său, unul născut, ca oricine crede în el să nu piară, ci să aibă viaţa veşnică. | [ 27 ] |
| Protestante       | Inglês       | Bíblia de Tyndale                            | For God so loveth the worlde yͭ he hath geven his only sonne that none that beleve in him shuld perisshe: but shuld have everlastinge lyfe. |        |
| Anglicano         | Inglês       | Bíblia do Rei Jaime (1769, edição de Oxford) | For God so loved the world, that he gave his only begotten Son, that whosoever believed in him should not perish, but have everlasting life. |        |

## Imagens

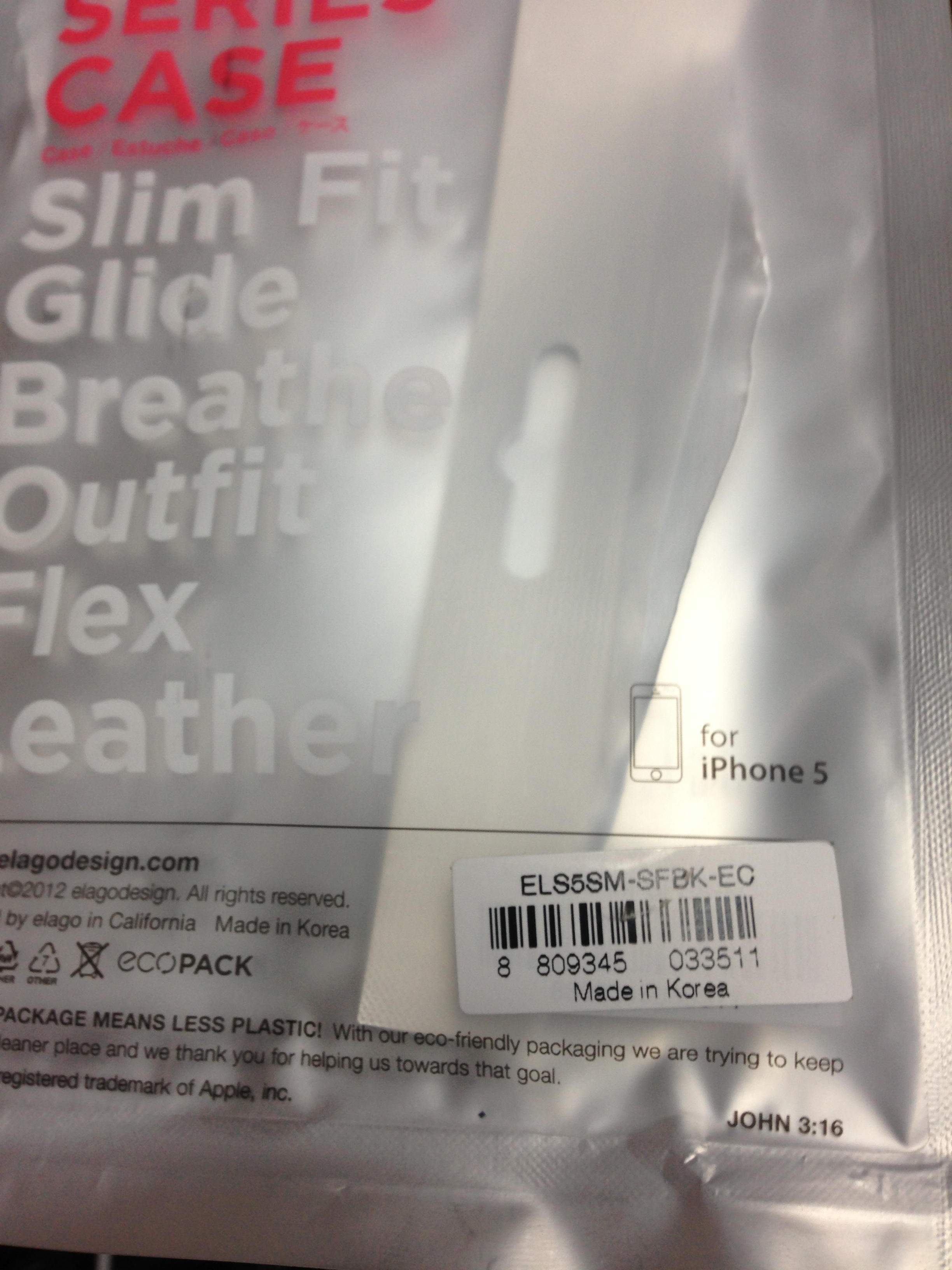
João 3,16 impresso na parte inferior de uma capa do iPhone 5
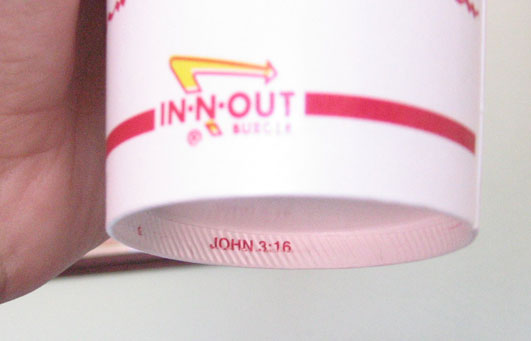
João 3,16 impresso na borda inferior de um copo de papel da In-N-Out Burger.
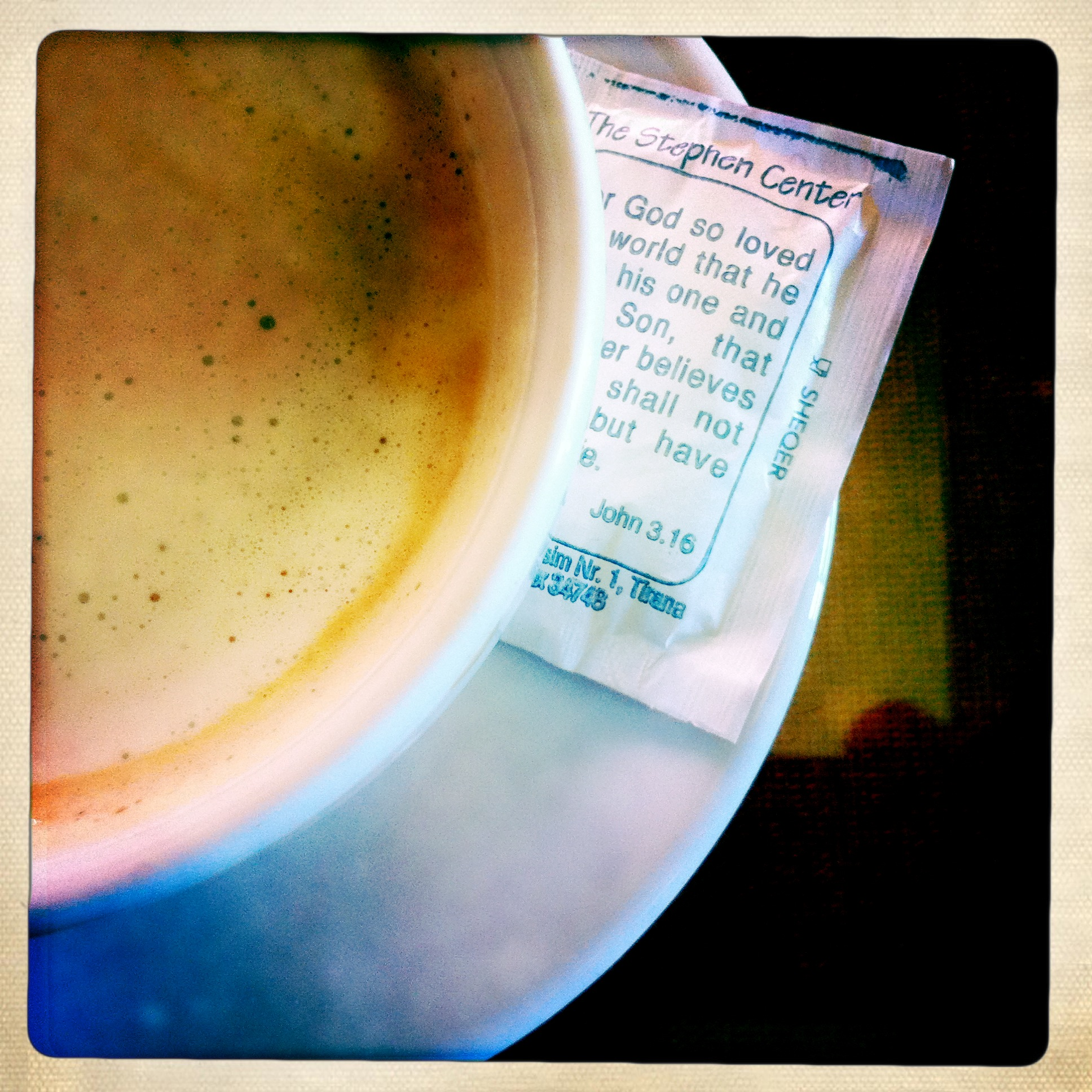
Pacote de açúcar com a inscrição João 3,16
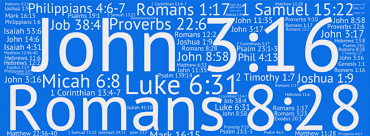
João 3,16 dentre versículos bíblicos famosos
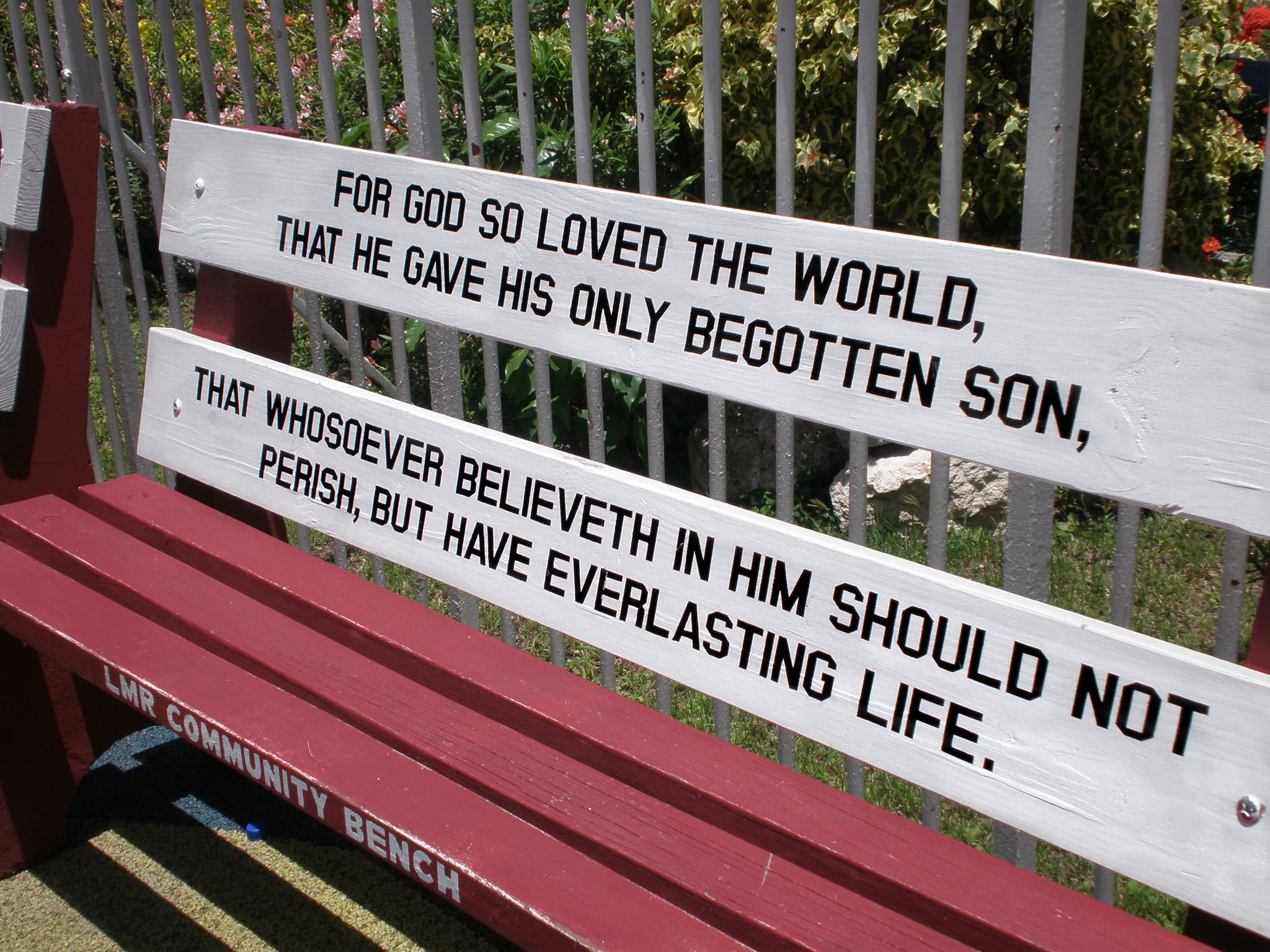
Banco de jardim com o versículo bíblico de João 3,16 em Antígua e Barbuda
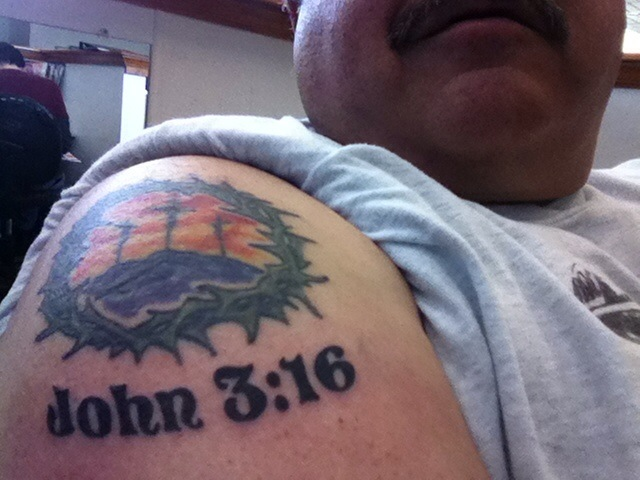
Tatuagem com a inscrição 'João 3,16'.